# Металловедение
Металловедение — прикладная наука, которая изучает строение, свойства металлов, устанавливает связь между химическим составом, структурой и свойствами металлов, а также закономерности изменения структуры и свойств под воздействием внешних факторов.
Основана на теоретическом и экспериментальном изучении физики металлов, химически-структурных методах анализа твёрдого тела, а также на термодинамических и кинетических концепциях.

## История науки
Как наука металловедение насчитывает около 200 лет, несмотря на то, что человек начал использовать металлы и сплавы ещё за несколько тысячелетий до нашей эры. В XVIII веке появились отдельные научные результаты, позволяющие говорить о начале осмысленного изучения всего того, что накопило человечество за все время использования металлов.
Первые опыты по травлению стали предпринял Реомюр (1683—1757). Ринман в 1774 году путём травления сталей нашел связь между их структурой и свойствами. В России дальнейшие работы по установлению связи между строением стали и её свойствами были проведены П. П. Аносовым. Основы научного металловедения были заложены металлургом Д. К. Черновым, который за свои работы был назван «отцом металлографии». В развитие металловедения большой вклад внесли работы Ф. Осмонда, У. Юм-Розери, Н. Ф. Мотта, Ф. Зейтца, Э. Бейна и других.